# Памятник Шиллеру (Берлин)

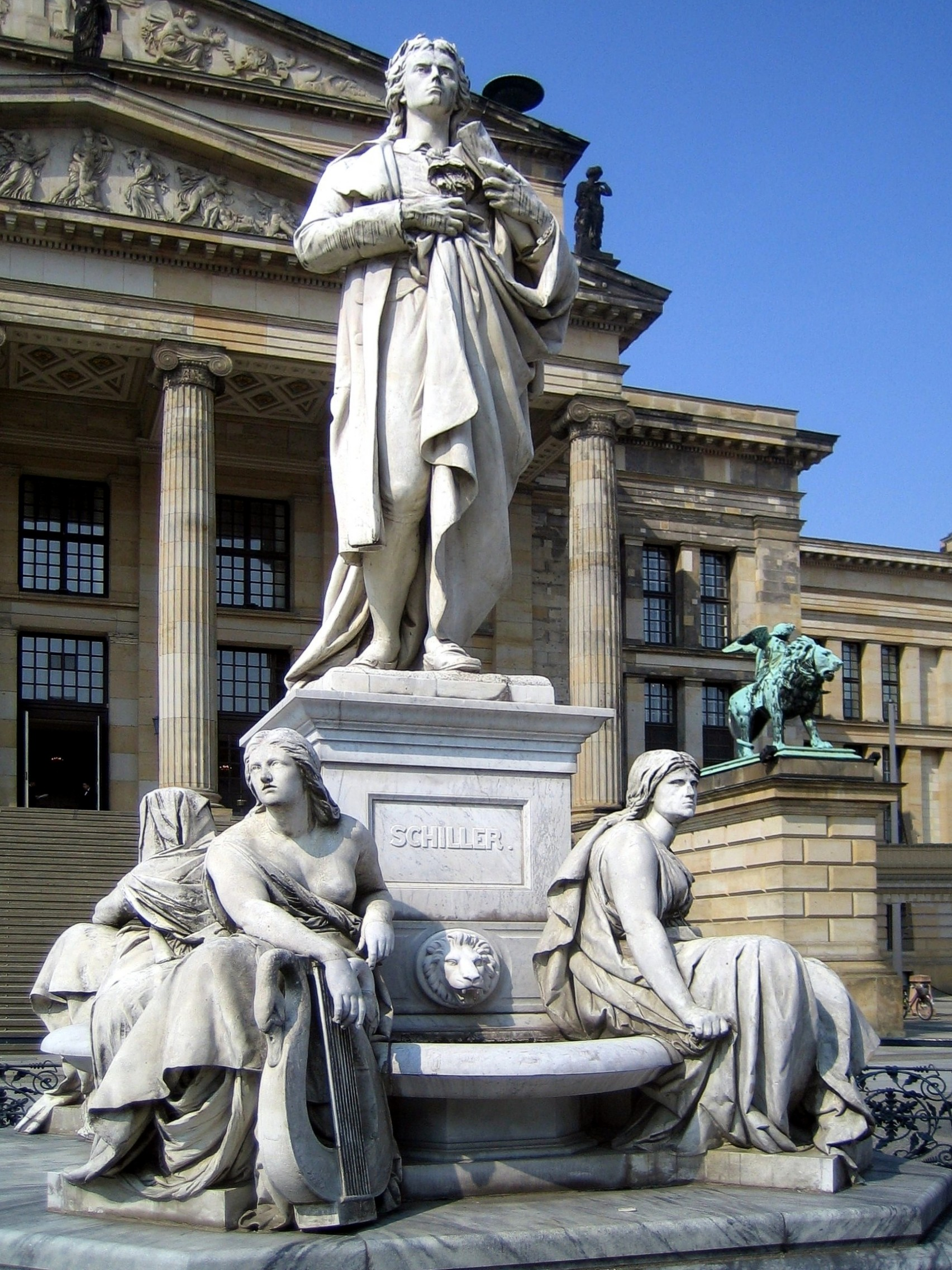
Памятник Фридриху Шиллеру на берлинской площади Жандарменмаркт

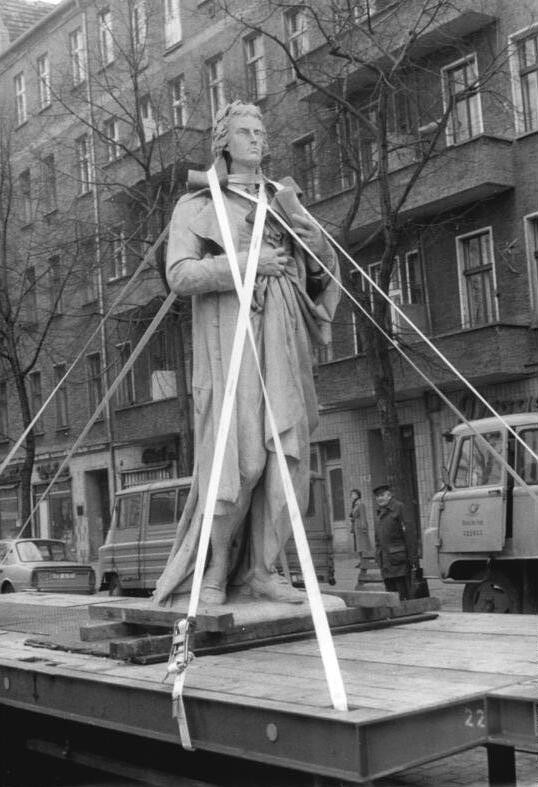
Транспортировка памятника Шиллеру из Западного Берлина. 1986

Памятник Шиллеру (нем. Schiller-Denkmal) — мраморная статуя, установленная в честь выдающегося немецкого поэта Фридриха Шиллера в берлинском районе Митте, в центре площади Жандарменмаркт у лестницы, поднимающейся к некогда Королевскому драматическому театру, а ныне Концертному залу. Скульптурная группа была создана Рейнгольдом Бегасом, видным представителем берлинской скульптурной школы XIX века.
Статуя Шиллера установлена на кубическом постаменте в окружении четырёх полукруглых чаш, тем не менее памятник не является фонтаном. Четыре сидящие на бортиках чаш женщины по углам постамента символизируют основные области творчества поэта: Лирику с арфой, Трагедию с маской, Философию со свитком с надписью на древнегреческом «Познай самого себя» и Историю, в скрижалях которой помимо Шиллера числятся Лессинг, Кант, Гёте и другие знаменитости. Фридрих Шиллер изображён на памятнике уверенным в себе молодым мужчиной в лавровом венке. В качестве модели для памятника Бегас выбрал бюст Шиллера, выполненный другом поэта скульптором Иоганном Генрихом фон Даннекером в 1794 году. На постаменте помимо посвящения Шиллеру имеются два плоских барельефа с изображениями муз, вручающих поэту лиру, и великих поэтов прошлого.
В 1859 году по всей Германии намечались торжества по поводу 100-летия со дня рождения Фридриха Шиллера. Но в Берлине спустя 11 лет после революции 1848 года массовые мероприятия были запрещены ввиду угрозы беспорядков. Принц-регент Пруссии и будущий кайзер Вильгельм I решил отметить юбилей поэта, выделив на создание памятника Шиллеру 10 тыс. талеров. Магистрат Берлина также предоставил 10 тыс. талеров, а пожертвования населения составили ещё 12 680 талеров.
Первый камень в основание памятника Шиллеру был заложен в 100-летний юбилей поэта. Проект памятника на этот момент ещё не был подготовлен, а его торжественное открытие планировалось на 1869 год, в 110-летнюю годовщину со дня рождения поэта. В 1861 году магистрат Берлина объявил конкурс на проект памятника Шиллеру, в котором приняли участие 25 скульпторов. Окончательное утверждение победителя конкурса Рейнгольда Бегаса было принято в начале 1864 года. С Бегасом в конкурсе жёстко соперничал Рудольф Леопольд Зимеринг. Такое решение городских властей ознаменовало переход берлинской архитектуры от позднеклассицистских форм, унаследованных от Кристиана Даниэля Рауха, к необарокко, отчётливо просматривавшемся в аллегорических женских образах Бегаса. Для Рейнгольда Бегаса памятник Шиллеру стал первым крупным заказом в его карьере. Для работы над этим проектом Бегас в 1864—1866 годах держал в Берлине современную мастерскую на Штюлерштрассе. Открытие памятника Шиллеру было отложено из-за Франко-прусской войны 1870—1871 годов и состоялось в конечном итоге 10 ноября 1871 года, в 112-летнюю годовщину со дня рождения Фридриха Шиллера. Центральная часть площади Жандарменмаркт между улицами Егерштрассе и Таубенштрассе была переоборудована в сквер и в 1871—1936 годах носила имя «площадь Шиллера».
При национал-социалистах Жандарменмаркт с 1936 года переоборудовали под проведение маршей. Сквер был снесён, а памятник Шиллеру демонтирован. В 1951 году памятник Шиллеру установили в парке Литцензе, в Западном Берлине. Сильно пострадавшие аллегорические скульптуры хранились на территории зоопарка Фридрихсфельде, в Восточном Берлине. По соглашению об обмене памятниками культуры между Западным и Восточным Берлином от 6 мая 1986 года памятник Шиллеру вернулся в Восточный Берлин. В декабре 1988 года отчасти реконструированный, отчасти реставрированный памятник был установлен на прежнем месте на Жандарменмаркте. Осенью 2006 года была проведена капитальная реконструкция памятника. Бронзовая копия памятника Шиллеру установлена в южной части парка Шиллера в берлинском районе Веддинг.